# Physikat
Ein Physikat ist definiert als Amt eines Physikus.
Noch bis ins 19. Jahrhundert bezeichnete man mit Physikus einen Kreis- oder Bezirksarzt, dessen Behandlungsschwerpunkt auf innerer Medizin lag. Ein Physikat ist also am ehesten vergleichbar mit der Praxis eines niedergelassenen Hausarztes in der heutigen Zeit.